# 埃希特纳赫县
埃希特纳赫县（德語：Kanton Echternach）是卢森堡东部的一个县，首府埃希特纳赫。 
在2015年卢森堡废除区之前，埃希特纳赫县曾属于格雷文馬赫區。 

## 行政区划
埃希特纳赫县由以下七个市镇组成： 
- 博福尔
- 贝什
- 贝尔多夫
- 孔斯多夫
- 埃希特纳赫
- 罗斯波特-蒙帕赫
- 瓦尔德比利希

## 合并
- 2018年1月1日，旧市镇罗斯波特和蒙帕赫合并为新市镇罗斯波特-蒙帕赫。成立罗斯波特-蒙帕赫的法律于2011年5月24日获得通过。[2]